# Oskar Rollof
Oskar Rollof, född 24 februari 1987, är en svensk simhoppare. Rollof fostrades i Lundaklubben SK Poseidon som han tillhörde till och med 2005, men han tävlar numera[när?] för Malmö KK. Rollof har ett SM-silver i höga hopp från 2008 samt ett brons i höga hopp från 2005.
Idag[när?] arbetar Oskar Rollof som programmerare och massör.